# Thongchai McIntyre
Thongchai McIntyre (în thailandeză ธงไชย แมคอินไตย์, n. 8 decembrie 1958, Bangkok, Thailanda) este un actor și cântăreț thailandez.

## Tinerețe
Thongchai McIntyre s-a născut pe 8 decembrie 1958 în Bangkok și și-a început cariera muzicală în 1984, colaborând cu GMM Grammy.

## Discografie

### Album
- 1990 – Boomerang
- 1991 – Phrik Khee Noo
- 2002 – Chud Rab Kaek
- 2006 – Asar Sanuk